# N766 (België)
De N766 is een Belgische gewestweg tussen de plaatsen Lanaken en Smeermaas nabij de Nederlandse grens. De route van ongeveer 2 kilometer begint aan de noordkant van Lanaken bij de N78 en steekt vervolgens het Kanaal Briegden-Neerharen over. Na een kruising met de N77 gaat de route de Nederlandse grens over verder in de richting van Maastricht.
De gehele route bestaat uit twee rijstroken voor beide rijrichtingen samen.